# Euceroplatus officosus
Euceroplatus officosus är en tvåvingeart som beskrevs av Loïc Matile 1990. Euceroplatus officosus ingår i släktet Euceroplatus och familjen platthornsmyggor. Inga underarter finns listade i Catalogue of Life.